# راسوم
راسوم (به هلندی: Rossum) یک منطقهٔ مسکونی در هلند است که در دینکل‌لاند واقع شده‌است. راسوم ۲٬۳۶۳ نفر جمعیت دارد.